# OpenBoard
OpenBoard ist eine freie Software für interaktive Whiteboards, die mit fast allen erhältlichen digitalen Tafeln und Beamern und den dazugehörigen Fernbedienungen, sowie mit Tablets kompatibel ist. OpenBoard ist ein Fork von Open-Sankoré und wird seit 2014 vom Service Écoles-Médias|service des écoles et médias von Genf entwickelt.

## Geschichte
Die Whiteboard-Software Uniboard wurde 2003 an der Universität Lausanne (Schweiz) entwickelt und 2008 von einem Spin-Off der Universität, der Firma Mnemis SA, vermarktet. 2010 kaufte die Gemeinnützige Interessenvereinigung für Digitale Bildung in Afrika (GIP ENA) die Rechte und veröffentlichte die Software unter dem Namen Open-Sankoré (Veröffentlichung unter der Open-Source-Lizenz GPLv3).
OpenBoard ist ein Fork von Open-Sankoré 2.0 und wird seit 2014 vom Service Écoles-Médias|service des écoles et médias von Genf entwickelt.
Der Quellcode steht auf GitHub zur Verfügung.

## Funktionen
Neben der Funktion zum Simulieren eines  Whiteboards (Stift, Marker, Radiergummi) verfügt Openboard über zusätzliche Möglichkeiten wie eine virtuelle Tastatur, Anwendungen (Lineal, Zirkel, Lupe, Taschenrechner, Funktionsplotter) und interaktive Anwendungen zur Gestaltung von Übungen.
Openboard-Dokumente können im .ubz Format oder im Portable Document Format (PDF) exportiert und mit anderen Benutzern ausgetauscht werden.
Mit der Podcast-Option kann die Entstehung des Whiteboard-Bildes gemeinsam mit dem Ton aufgezeichnet und als Whiteboardanimation (Video) gespeichert werden.

## Erweiterungsmöglichkeiten
Die Funktionalität von OpenBoard kann durch HTML5-Anwendungen erweitert werden. Auf Französisch sind Anwendungen z. B. bei François Le Cléac’h verfügbar. Ins Deutsche übersetzte Zusatzanwendungen findet man auf der deutschsprachigen OpenBoard-Seite.

## Bedienung

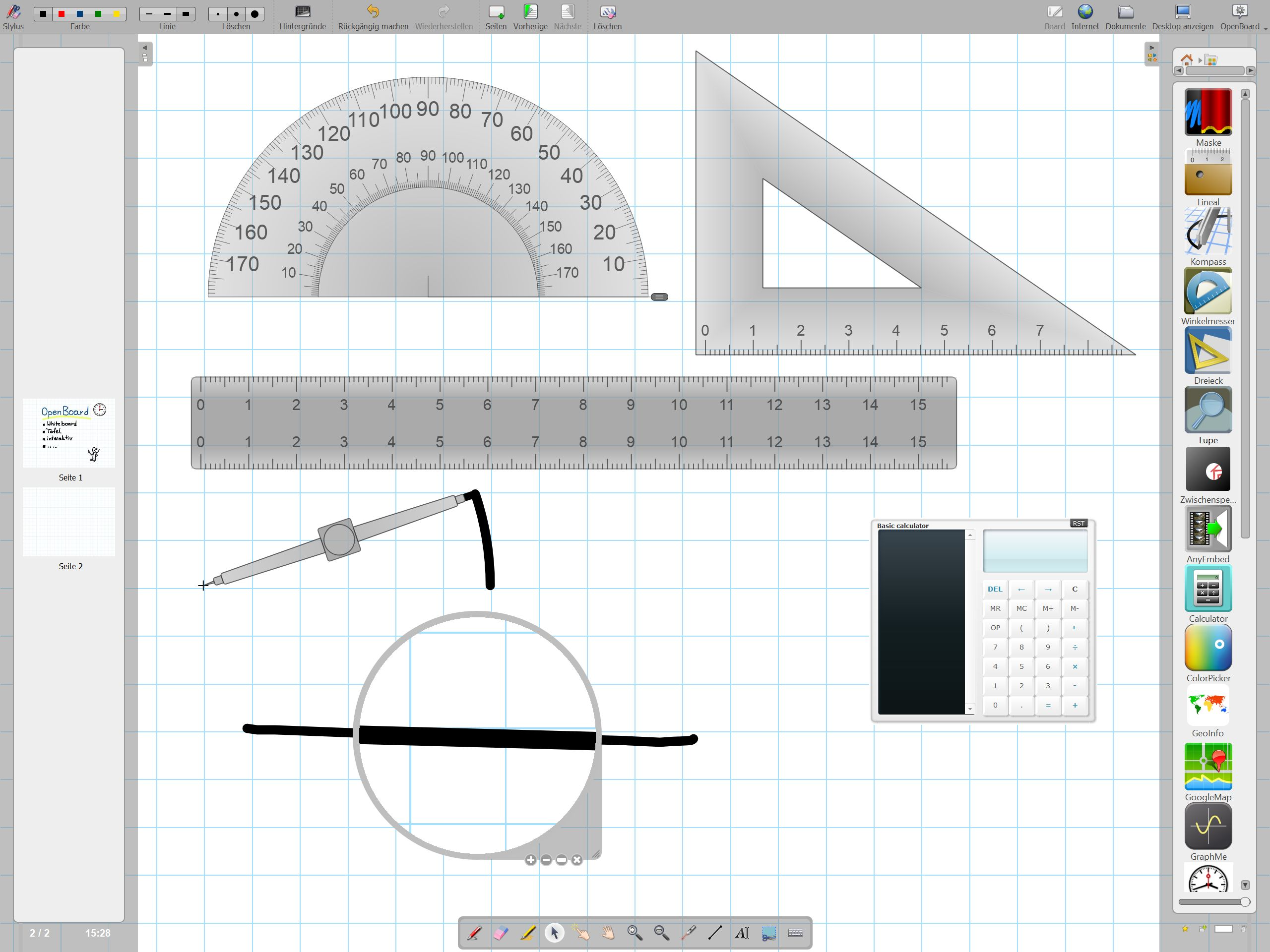
Oberfläche von OpenBoard (Version 1.5.3)

Das Bedienungskonzept setzt auf intuitive und effiziente Bedienbarkeit. Insbesondere soll es sich auch an Lehrende, Schüler und Studierende richten, die keine besonderen technischen Vorkenntnisse haben. Im Programm können jegliche Dokumententypen eingefügt werden (Text, Bilder, Flash Animationen, Videos). Für den Vortrag können mehrere Bildschirme (z. B. Notebook und Beamer) genutzt werden. Es stehen auch klassische Methoden zur Verfügung. Beispielsweise kann ein virtueller Laserpointer verwendet oder ein Inhalt mit einer „Maske“ abgedeckt werden (wie beim Vortrag mit einem Overheadprojektor).

## Sprachen
Das Programm ist derzeit in folgenden Sprachen verfügbar: Deutsch, Englisch, Französisch und Italienisch.
Erweiterungen (Anwendungen) stehen in einer übersetzten Version auf der deutschsprachigen Openboardseite zur Verfügung.